# Babrujsk
Babrujsk ili Bobrujsk (bjeloruski: Бабру́йск, Babrujsk, ruski: Бобруйск, Bobruisk) - grad u Mogiljovskoj oblasti u Bjelorusiji na rijeci Berezini.
Ime grada vjerojatno potječe od bjeloruske riječi: "бабёр"= "dabar". Međutim, dabar je ovdje nekada obitavao, a gotovo je nestao u kasnom 19. stoljeću zbog lova i zagađenja.
Ima oko 215 000 stanovnika (2009.). Babrujsk zauzima površinu od 66 km2 i obuhvaća više od 450 ulica čija se dužina proteže na preko 430 km.
Nalazi se na spoju željezničkih pruga prema Osipovičima i Žlobinu te cesta prema Minsku, Gomelju, Mogiljovu, Kalinkovičima, Slucku i Rogačjovu. U gradu je najveća pilana u Bjelorusiji. Poznat je i po proizvodnji strojeva i proizvoda kemijske industrije. 

## Galerija
- Rimokatolička crkva sv. Petra i Pavla
- Кatolička crkva Blažene Djevice Marije
- Crkva sv. Jurja
- Željeznička postaja
- Restoran
- Hotel
- Ostaci sinagoge
- Sinagoga